# 大阪府立金剛高等学校
大阪府立金剛高等学校（おおさかふりつこんごうこうとうがっこう、英: Osaka Prefectural Kongo High School）は、大阪府富田林市の金剛東ニュータウンにある公立の高等学校。1980年に誘致運動を受け新設された。普通科に専門コースと、南河内地方で初の知的障害生徒の「共生推進教室」が設置されている。

## 概要
1980年に開校した。「一人ひとりの多様性を尊重し、人と人とがつながり、地域に根ざす学校をめざす」。
全日制課程で普通科だったが、2005年に普通科総合選択制に改編。2015年度から、大阪府立たまがわ高等支援学校の「共生推進教室」を併設。南河内地方で初の設置となっている。
2018年度の入学生から、大阪府の普通科総合選択制高校改編計画に基づき、普通科専門コース設置校へ再び改編。
教育課程には、「生命科学コース」「文系」「理系」「地域コミュニケーションコース」の四つの系・コースがある。

### かつての教育方針
2004年に普通科総合選択制に改編された。2年次から「理数科学」「生命科学」「生活文化」「国際」「人文」の5つのエリアのうちの1つに所属。その上で、エリアによって決められた科目（エリア指定科目）と、エリアによらずある程度自由に選択できる科目（自由選択科目）を履修することにより、個人の興味・関心や進路に応じたカリキュラムを組むことが可能になっていた。
2年次のエリア指定科目では、学校設定科目の中に課題研究や探究的な内容を含み、学年末にグループで研究発表。優秀な発表は、学年全体の発表会で再び発表。この取組は学習指導要領の「総合的な学習」の趣旨と同じで、本来3単位必要な「総合的な学習の時間」を2単位で実施してもよいという承認を受けている。
授業は1時限50分間で、週2日間7限、ほかの3日は6限。3年間で96単位の修得が可能となり、学校5日制が完全実施された2002年度直前と同じ単位数を確保。また、数学を中心に少人数授業を導入していた。
(7限まである曜日は、2004～2007年度は月水、2008～2014年度は月火であったが、2015年度からは月水に変更されている)

## 沿革

### 年表
- 1979年3月12日 - 大阪府議会にて大阪府立第134高等学校（仮称）建設予算が承認。
- 1979年6月4日 - 第1期建設工事請負契約の承認が議決される（この日が創立記念日となる）
- 1980年1月1日 - 大阪府条例により大阪府立金剛高等学校を。開校準備室を大阪府立生野高等学校に置く。
- 1980年4月1日 - 開校
- 1998年 - 大阪府人権教育研究校に指定
- 2001年 - 科学技術・理科教育推進事業研究実践校、チャレンジ精神育成推進事業研究実践校に指定（3年間）
- 2004年 - 普通科総合選択制に改編。この年度の入学生(25期生)から6エリアの普通科総合選択制となる
- 2012年 - この年度の入学生(33期生)から5エリアとなる（情報エリアを発展的解消）
- 2015年 - 知的障害生徒の「共生推進教室」が併設（在籍は大阪府立たまがわ高等支援学校）
- 2018年 - この年度の入学生(39期生)から普通科専門コース設置校に改編（普通科総合選択制を廃止）

## 交通
- 南海高野線 大阪狭山市駅より東へ約2km（徒歩で約26分）または金剛駅より北東へ約2.4km（徒歩で約30分）
- 近鉄長野線 富田林西口駅より西へ約2.6km（徒歩で約34分）または富田林駅より西へ約3km（徒歩で約39分）
- 南海バス・近鉄バス 「藤沢台6丁目」バス停を下車（徒歩で約6分）または「金剛高校前」バス停を下車（徒歩で約3分）

## 出身者
- 吉村善美 - 富田林市長（1期生）
- 愛本みずほ - 漫画家（1期生）
- 大西ユカリ - 歌手（1期生）
- 河内REDS - ロックバンド（ボーカルのタダミ、元メンバーのサクラマサチカ）
- 儀間太久実 - 口笛奏者世界チャンピオン（24期生）
- 藤崎莉歩 - (プロゴルファー)